# Miroslav Kašpar
Miroslav Kašpar (* 31. prosince 1950) je bývalý český fotbalista.

## Fotbalová kariéra
V československé lize hrál za Škodu Plzeň a RH Cheb. Nastoupil v 76 ligových utkáních a dal 1 ligový gól.

## Ligová bilance
| Ročník                                   | Zápasy | Góly | Minuty | Klub        |
| ---------------------------------------- | ------ | ---- | ------ | ----------- |
| 1. československá fotbalová liga 1972/73 | 4      | 0    | -      | Škoda Plzeň |
| 1. československá fotbalová liga 1973/74 | 9      | 0    | -      | Škoda Plzeň |
| 1. československá fotbalová liga 1974/75 | 10     | 1    | -      | Škoda Plzeň |
| 1. československá fotbalová liga 1975/76 | 16     | 0    | -      | Škoda Plzeň |
| Česká národní fotbalová liga 1978/79     | -      | -    | -      | RH Cheb     |
| 1. československá fotbalová liga 1979/80 | 18     | 0    | 1325   | RH Cheb     |
| 1. československá fotbalová liga 1980/81 | 9      | 0    | 828    | RH Cheb     |
| 1. československá fotbalová liga 1981/82 | 9      | 0    | 620    | RH Cheb     |
| CELKEM 1. liga                           | 76     | 1    | 2773   |             |